# Ельміра Габібулла кизи Шахтахтинська
Ельміра Габібулла кизи Шахтахтинська (азерб. Elmira Həbibulla qızı Şahtaxtinskaya; 25 жовтня 1930, Баку — 13 жовтня 1996, Москва) — азербайджанська художниця і графікиня, народна художниця Азербайджанської РСР (1977).

## Життєпис
Народилася в сім'ї хіміка Габібулли-бека Шахтахтинського. Від 1946 до 1954 року Шахтахтинська навчалася в Азербайджанському державному художньому училищі імені Азіма Азимзаде в Баку.
1951 року вступила на графічний факультет Московського державного художнього інституту імені в. І. Сурікова, який і закінчила 1956 року. Її дипломною роботою був плакат «40 років Жовтня». Повернувшись до Азербайджану, жила і працювала в Баку.
Значного успіху досягла, працюючи в портретному жанрі. Серед відомих творів художниці можна відзначити, приурочені переважно до ювілейних дат, портрети видатних діячів культури Азербайджану: Мусліма Магомаєва, Гусейна Джавіда, Аріфа Мелікова, Фікрета Амірова, УзеЇра Гаджибекова (1985), Самеда Вургуна, Саттара Бахлулзаде та інших.
1963 року була відзначена званням заслуженого діяча мистецтв Азербайджанської РСР. 1977 року їй було присвоєно звання народного художника Азербайджану.
В кінці 1980-х років почала писати більше пейзажів. Зображала ландшафти не тільки рідного краю (Баку, Кедабека, Загатали), але й Підмосков'я, Чорного моря, Лондона, Праги, Стокгольма тощо. Серед найвідоміших її картин цього жанру варто відзначити «Старе дерево», «У старому Шагані», «Шуша-Ісабулаг», «В лісі Бенкет-Гулу», «На березі Більгя», «Скелі», «Старовинна фортеця», «Гори поблизу Шекі».
Померла Ельміра Шахтахтинська 13 жовтня 1996 року в Москві.